# Lydia de Pauw
 (août 2012).
Si vous disposez d'ouvrages ou d'articles de référence ou si vous connaissez des sites web de qualité traitant du thème abordé ici, merci de compléter l'article en donnant les références utiles à sa vérifiabilité et en les liant à la section « Notes et références ».
Lydia de Pauw-Deveen, née en 1929 est une femme politique belge.
Elle occupe successivement, de 1979 à 1981, les postes de secrétaire d'État aux Affaires bruxelloises puis de secrétaire d'État à la Région bruxelloise, au sein des gouvernements Martens I et II.